# Rundll32.exe
Хост-процесс Windows (Rundll32) — компонент операционных систем семейства Microsoft Windows, запускающий программы, находящиеся в динамически подключаемых библиотеках. Находится по адресу %WINDIR%\System32\rundll32.exe. Программа поддерживает параметры filename (название .DLL-файла), function_name (имя экспортированной функции в файле) и function-arguments (различные аргументы для выполнения).

## Библиотека как программа
Динамически подключаемая библиотека (DLL) обычно является программным модулем для предоставления функций другим программам, однако, она не может запускаться в ОС Windows напрямую. RUNDLL же позволяет вызывать отдельные функции DLL, имя которых задаётся в командной строке. Выполнение осуществляется в отдельном процессе, поэтому вызовы RunDLL используются и другими программами, которые хотят защитить свой процесс от ошибок в вызываемой DLL. Точно так же могут вызываться и функции программ в исполняемых файлах системы (.exe-файлы).
Примеры:
- RUNDLL32 SHELL32.DLL,Control_RunDLL hotplug.dll[3]
  - Откроется функция  Удалить или извлечь аппаратное устройство , например, подключённое к USB.
- RunDll32.EXE SHELL32.DLL,SHExitWindowsEx 2[4]
RunDll32.EXE USER.EXE,ExitWindowsExec[4]
  - Перезагрузка (перезагрузка системы) (в Windows XP программа Reboot управляется файлом shutdown.exe.)
- RunDll32.EXE URL.DLL,FileProtocolHandler "%1"[5]
  - открывает файл под именем «%1» и связанное с ним приложение по умолчанию (автоматическое распознавание файла)

## Панель управления
Файлы панели управления (CPL), которые обычно находятся в виртуальной папке панели управления, могут вызываться альтернативы методом, используя RUNDLL, вызванную с помощью командной строки вызовом Shell32.dll:
Код:
- RUNDLL32 SHELL32.DLL,Control_RunDLL filename.CPL,@n,t
  - filename.CPL имя CPL-файла панели управления.
  - n… апплет в файле CPL
  - t… Количество вкладок, когда апплет имеет их несколько.

Примеры:
- RUNDLL32 SHELL32.DLL,Control_RunDLL TIMEDATE.CPL,@0,1[3]
  - открывает функции настройки часового пояса, даты / времени.
- RUNDLL32 shell32.dll,Control_RunDLL access.cpl,,4[4]
  - Настройка мыши для пользователей с ослабленным зрением.

## Использование
Этот метод может быть использован как в командной строке или при пакетной обработке данных различных скриптов, так и с помощью обычных ярлыков (LINK-файлов). Поскольку функции работают в контакте с операционной системой, рекомендуется соблюдать осторожность в определённых экспериментах и рекомендуется только достаточно опытным пользователям.

### Типичные источники ошибок
Предполагается, что функция, вызываемая Rundll32.exe, имеет следующую сигнатуру:
```
void CALLBACK 
NameFuction
(HWND hwnd, HINSTANCE hinst, LPSTR lpszCmdLine, int nCmdShow);
```

Этим, однако, нередко пренебрегают (подобные примеры на этой странице). Это часто приводит к повреждению стека и к непредсказуемому поведению, например, зацикливанию.

## Безопасность
Угрозы безопасности могут происходить из-за использования rundll32 вирусами, шпионскими программами как передатчик для своих программ-вредителе.
Прежде всего, это позволяет настоящему вирусу скрыть себя: в сообщениях об ошибках и записях журнала причиной часто указывается имя файла rundll32.exe, который выглядит совершенно безвредным. Вредоносная программа скрыта во внешнем DLL, и её имя не упоминается в большинстве случаев. Вместо того, чтобы идентифицировать нежелательную DLL, виновным ошибочно называется именно rundll32.exe.
В случае, если этот файл находится в ином местоположении, нежели %windir%\system32\rundll32.exe и запущен из иного местоположения, то он может являться вирусом и не иметь отношения к оригинальному файлу.